# Lonchidiopsis hartmeyeri
Lonchidiopsis hartmeyeri is een eenoogkreeftjessoort uit de familie van de Notodelphyidae. De wetenschappelijke naam van de soort is voor het eerst geldig gepubliceerd in 1917 door Vanhöffen.